# Mabel Taliaferro
Mabel Taliaferro, nata Maybelle Evelyn Taliaferro (New York, 21 maggio 1887 – Honolulu, 24 gennaio 1979), è stata un'attrice statunitense che lavorò nel cinema muto. Soprannominata the Sweetheart of American Movies, fu anche una nota attrice di teatro.
Da parte paterna, era discendente di una delle prime famiglie che si stabilirono in Virginia nel 1600, i Tagliaferro, di origine italiana.

## Biografia
Nata a New York nel 1887, Maybelle Evelyn Taliaferro crebbe in Virginia, a Richmond. Diventò una nota attrice teatrale e il suo nome appare nel cast degli spettacoli di Broadway fin dal 1899, quando fu una delle interpreti di Children of the Ghetto. Nel 1912, fece il suo debutto cinematografico in Cinderella. Nel film, prodotto dalla Selig ricopriva il ruolo di Cenerentola e recitava affiancata dal marito, Thomas J. Carrigan. Nel suo secondo film, fu diretta da D.W. Griffith. Alternando cinema a teatro, continuò a lavorare per tutti gli anni dieci e nei primi anni venti. Nel 1932, il suo nome riapparve in uno spettacolo di Broadway, Back Fire e la sua ultima apparizione sullo schermo, My Love Came Back, risale al 1940. Continuò a lavorare in teatro fino agli anni cinquanta. Dal 1949 al 1956, fu anche attrice televisiva.
La sua carriera durò cinquantasette anni, durante i quali partecipò a una ventina di film.

### Vita privata
Chiamata familiarmente Nell, era sorella di un'altra attrice, Edith Taliaferro e cugina di Bessie Barriscale.
Mabel Taliaferro si sposò quattro volte. Il suo primo marito fu Frederick W. Thompson, regista e manager teatrale: il matrimonio durò cinque anni, dal dicembre 1906 al dicembre 1911. Passò a seconde nozze con l'attore Thomas Carrigan da cui divorziò per sposare Joseph O'Brien. Dall'unione con O'Brien nacque il suo unico figlio. L'ultimo marito fu l'attore teatrale Robert Ober.
L'attrice morì il 24 gennaio 1979 all'età di novantuno anni nelle Hawaii, a Honolulu.

## Premi e riconoscimenti
Per il suo contributo all'industria cinematografica, le è stata assegnata una stella sull'Hollywood Walk of Fame al 6720 di Hollywood Blvd.

## Galleria d'immagini

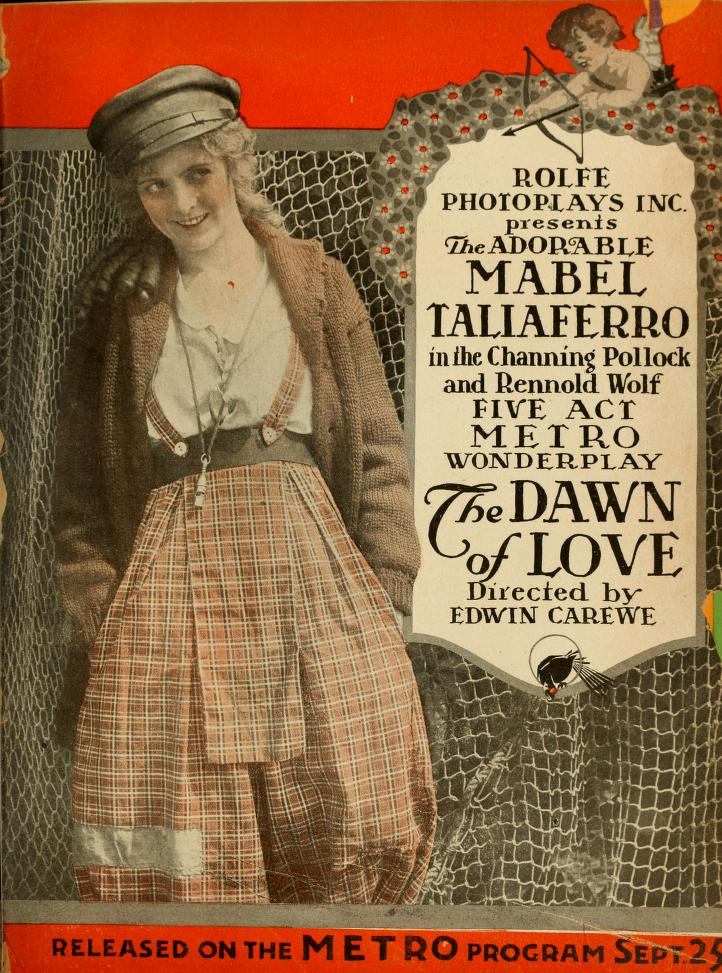
1916
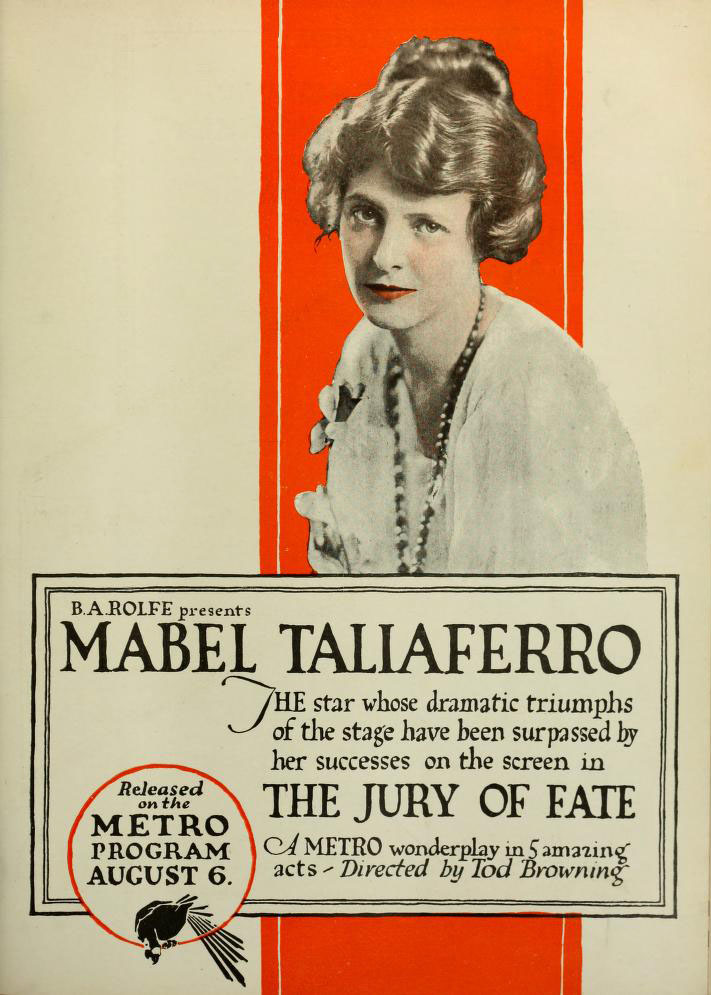
1917
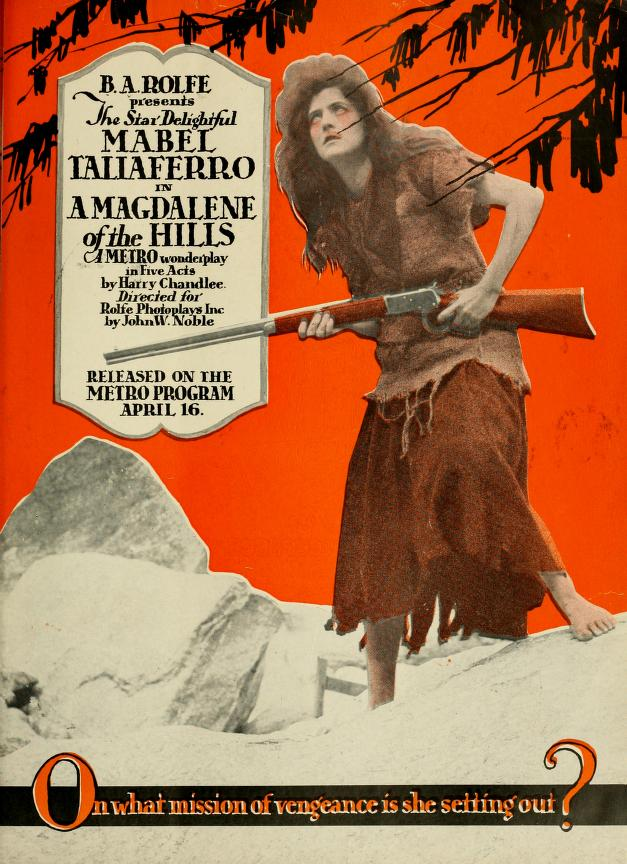
1917
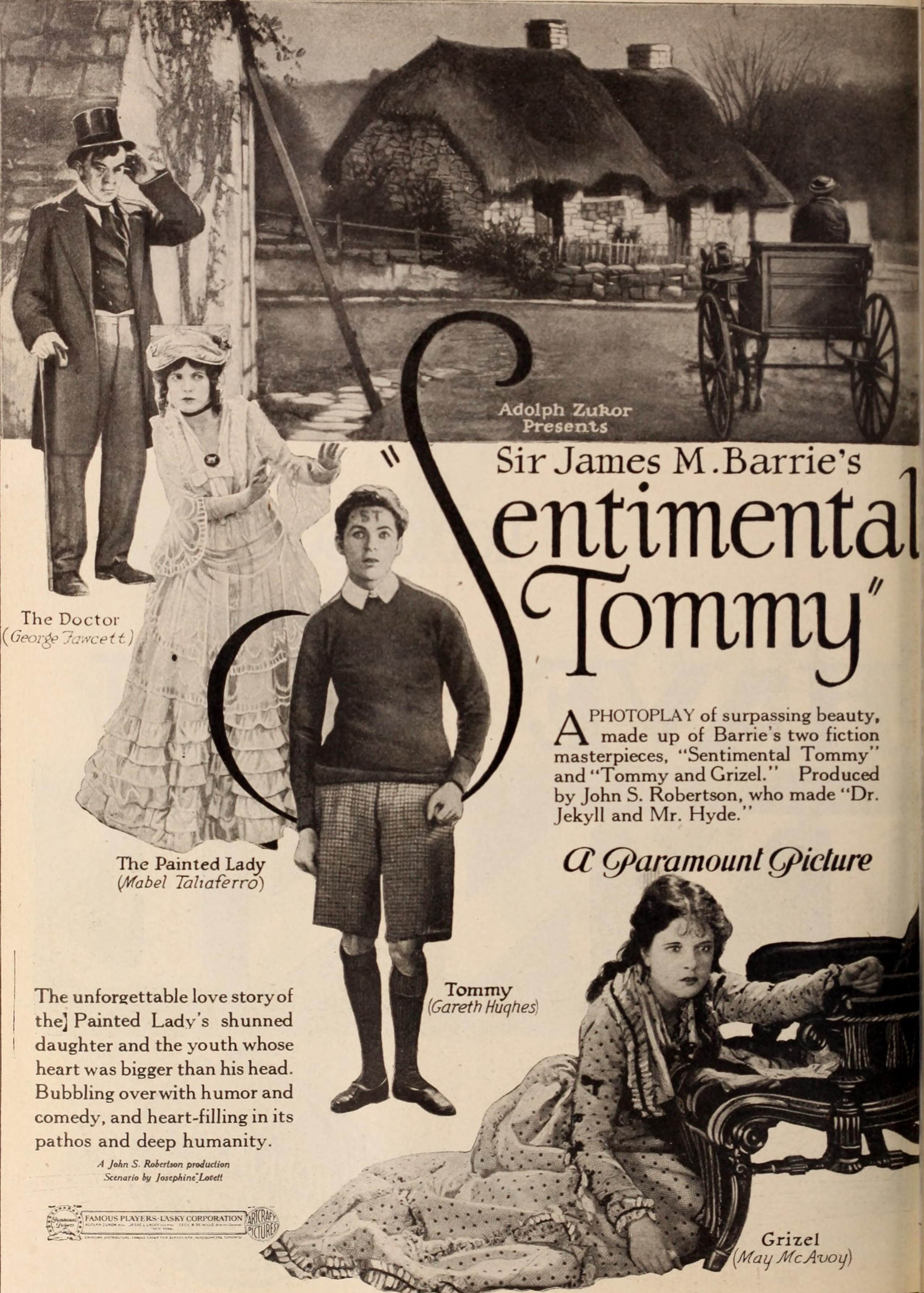
1921

## Filmografia

### Attrice
- Cinderella, regia di Colin Campbell - cortometraggio (1912)
- The Sunbeam, regia di D.W. Griffith (1912)
- The Three of Us, regia di John W. Noble (1914)
- Her Great Price, regia di Edwin Carewe (1916)
- The Snowbird, regia di Edwin Carewe (1916)
- God's Half Acre, regia di Edwin Carewe (1916)
- The Dawn of Love, regia di Edwin Carewe (1916)
- The Sunbeam, regia di Edwin Carewe (1916)
- A Wife by Proxy, regia di John H. Collins (1917)
- Dall'odio all'amore (The Barricade), regia di Edwin Carewe (1917)
- A Magdalene of the Hills, regia di John W. Noble (1917)
- Peggy, the Will O' the Wisp, regia di Tod Browning (1917)
- The Jury of Fate, regia di Tod Browning (1917)
- Peggy Leads the Way, regia di Lloyd Ingraham (1917)
- Draft 258, regia di Christy Cabanne (1917)
- The Mite of Love, regia di George Terwilliger (1919)
- Sentimental Tommy, regia di John S. Robertson (1921)
- The Rich Slave, regia di Romaine Fielding (1921)
- Alexander Hamilton, regia di Kenneth S. Webb (1924)
- My Love Came Back, regia di Curtis Bernhardt (1940)

### TV
- You Can't Take It with You, film tv (1945)
- Mistress Sims Inherits
- The Floor of Heaven
- The Hat from Hangtown
- The De Santre Story, episodio di On Trial (1956)

## Spettacoli teatrali
- Children of the Ghetto (Broadway, 16 ottobre 1899)
- Lost River (Broadway, 3 ottobre 1900)
- The Price of Peace (Broadway, 21 marzo 1901)
- An American Invasion (Broadway, 20 ottobre 1902)
- The Little Princess (Broadway, 14 gennaio 1903)
- The Consul (Broadway, 19 gennaio 1903)
- The Land of Heart's Desire / A Pot of Broth / Kathleen ni Houlihan (Broadway, 3 giugno 1903)
- Mrs. Wiggs of the Cabbage Patch (Broadway, 3 settembre 1904)
- You Never Can Tell (Broadway, 9 gennaio 1903)
- You Never Can Tell (Broadway, 25 settembre 1905)
- Pippa Passes (Broadway, 13 novembre 1906)
- Polly of the Circus, di Margaret Mayo (Broadway, 23 dicembre 1907)
- Springtime (Broadway, 19 ottobre 1909)
- The Call of the Cricket  (Broadway, 19 aprile 1910)
- Young Wisdom (Broadway, 5 gennaio 1914)
- Luck in Pawn (Broadway, 24 marzo 1919)
- The Piper (Broadway, 19 marzo 1920)
- Back Fire (Broadway, 13 giugno 1932)
- George Washington Slept Here (Broadway, 18 ottobre 1940)
- Victory Belles (Broadway, 26 ottobre 1943)
- Bloomer Girl (Broadway, 5 ottobre 1944)
- Bloomer Girl (Broadway, 6 gennaio 1947)
- Springtime Folly (Broadway, 26 febbraio 1951)